# Nonette (Puy-de-Dôme)
Pour les articles homonymes, voir Nonette.
Nonette est une ancienne commune française située dans le département du Puy-de-Dôme, en région Auvergne.
Le 1er janvier 2016, elle devient une commune déléguée au sein de la commune nouvelle de Nonette-Orsonnette.
Nonette fait partie du regroupement de communes du pays d'Issoire Val d'Allier labellisé Pays d'Art et d'Histoire.

## Géographie

### Localisation

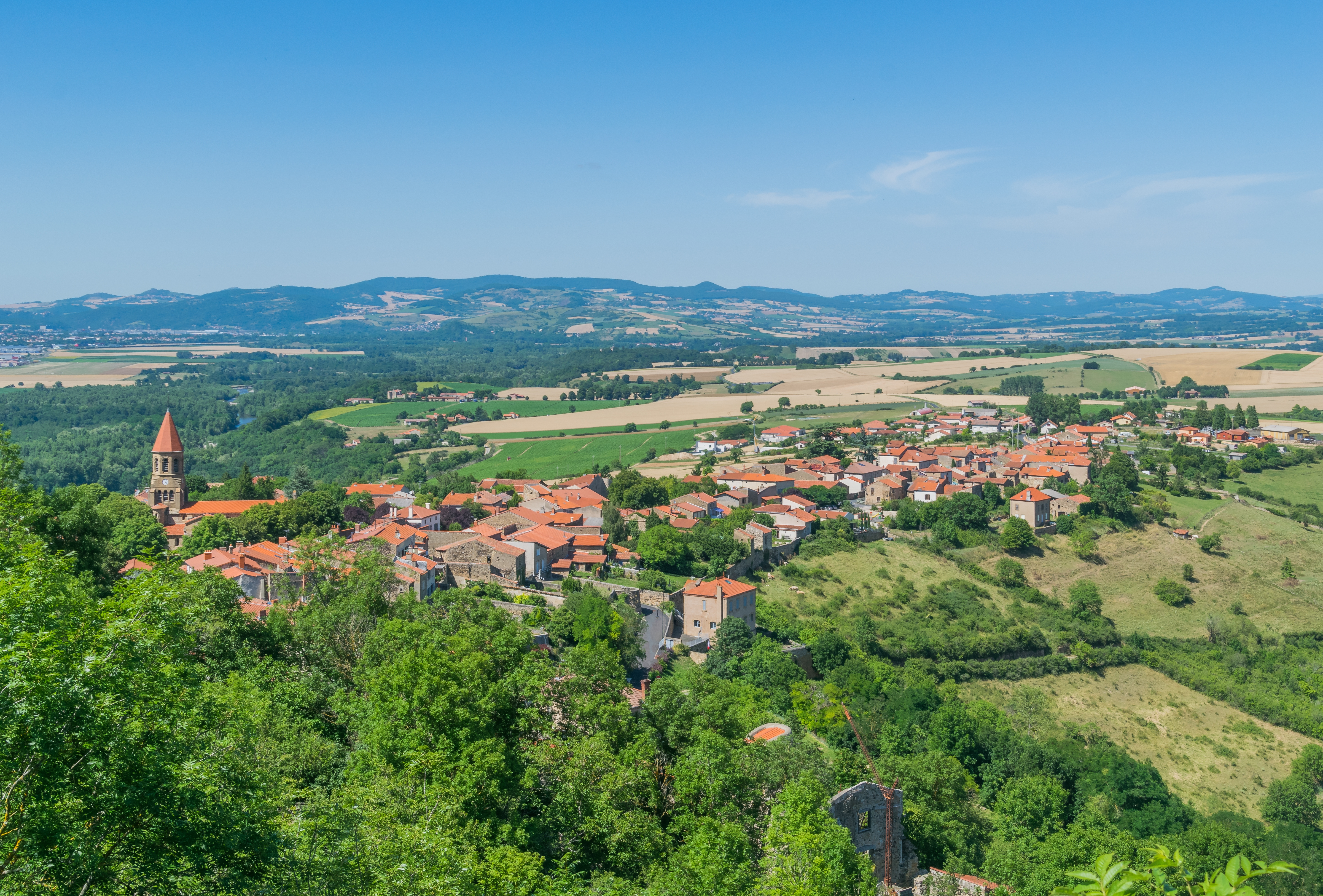
Vue sur le bourg de Nonette.

Nonette est un village perché sur un piton rocheux d'origine volcanique, résidu d'un volcan datant d'environ 12 millions d'années. Le village s'enroule autour du piton et s'étend en direction du nord-est sur une crête qui domine la vallée de l'Allier.
Il existait autrefois une carrière à proximité du village, aujourd'hui disparue, dont on extrayait un calcaire travertin appelé marbre de Nonette. Il a servi à construire des escaliers et des cheminées dans les maisons de la région.
Les communes limitrophes sont Le Breuil-sur-Couze, Le Broc, Les Pradeaux, Saint-Martin-des-Plains, Lamontgie et Orsonnette.
| Le Broc             | Les Pradeaux | Saint-Martin-des-Plains |
|                     | Nonette      | Lamontgie               |
| Le Breuil-sur-Couze |              | Orsonnette              |

### Transports
La commune est traversée par les routes départementales 34, 123 et 722, cette dernière traversant le bourg.

### Urbanisme
En 2012, la commune comptait 198 logements, contre 185 en 2007. Parmi ces logements, 66,1 % étaient des résidences principales, 19,4 % des résidences secondaires et 14,5 % des logements vacants. Ces logements étaient pour 96,1 % d'entre eux des maisons individuelles et pour 1 % des appartements.
La proportion des résidences principales, propriétés de leurs occupants était de 82,1 %, en hausse nette par rapport à 2007 (76,1 %). La part de logements HLM loués vides était de 0,7 % (contre 0,8 %).

## Toponymie
Noneta en auvergnat.

## Histoire
- Le vicariat carolingien
- Les vicomtes d'Auvergne
- Le Castrum Nonatensis
- les comptour de Nonette
- la châtellenie royale de Nonette

## Politique et administration
| Période                                  | Période       | Identité     | Étiquette | Qualité |
| ---------------------------------------- | ------------- | ------------ | --------- | ------- |
| Les données manquantes sont à compléter. |               |              |           |         |
| mars 2008                                | décembre 2015 | Pierre Ravel |           |         |

## Population et société

### Démographie
L'évolution du nombre d'habitants est connue à travers les recensements de la population effectués dans la commune depuis 1793. À partir du 1er janvier 2009, les populations légales des communes sont publiées annuellement dans le cadre d'un recensement qui repose désormais sur une collecte d'information annuelle, concernant successivement tous les territoires communaux au cours d'une période de cinq ans. 
Pour les communes de moins de 10 000 habitants, une enquête de recensement portant sur toute la population est réalisée tous les cinq ans, les populations légales des années intermédiaires étant quant à elles estimées par interpolation ou extrapolation. Pour la commune, le premier recensement exhaustif entrant dans le cadre du nouveau dispositif a été réalisé en 2008,.
En 2013, la commune comptait 344 habitants, en évolution de +7,17 % par rapport à 2008 (Puy-de-Dôme : +2,35 %, France hors Mayotte : +2,49 %).
| 1793 | 1800 | 1806 | 1821 | 1831 | 1836 | 1841 | 1846 | 1851 |
| ---- | ---- | ---- | ---- | ---- | ---- | ---- | ---- | ---- |
| 696  | 576  | 631  | 668  | 779  | 745  | 740  | 746  | 768  |

| 1856 | 1861 | 1866 | 1872 | 1876 | 1881 | 1886 | 1891 | 1896 |
| ---- | ---- | ---- | ---- | ---- | ---- | ---- | ---- | ---- |
| 750  | 710  | 725  | 671  | 632  | 665  | 707  | 680  | 685  |

| 1901 | 1906 | 1911 | 1921 | 1926 | 1931 | 1936 | 1946 | 1954 |
| ---- | ---- | ---- | ---- | ---- | ---- | ---- | ---- | ---- |
| 644  | 549  | 481  | 398  | 383  | 346  | 323  | 265  | 247  |

| 1962 | 1968 | 1975 | 1982 | 1990 | 1999 | 2008 | 2013 | - |
| ---- | ---- | ---- | ---- | ---- | ---- | ---- | ---- | - |
| 244  | 270  | 272  | 269  | 275  | 289  | 321  | 344  | - |

La population de la commune est relativement jeune. Le taux de personnes d'un âge supérieur à 60 ans (21,1 %) est en effet inférieur au taux national (23,6 %) et au taux départemental (25,8 %).
Toutefois, la population féminine de la commune est inférieure à la population masculine. Ce taux, de 45,7 %, est inférieur au taux national (51,6 %).
| Hommes | Classe d’âge | Femmes |
| ------ | ------------ | ------ |
| 0,5    | 90 ans ou +  | 0,6    |
| 2,7    | 75 à 89 ans  | 7,6    |
| 16,5   | 60 à 74 ans  | 14,6   |
| 20,8   | 45 à 59 ans  | 22,3   |
| 27,4   | 30 à 44 ans  | 23     |
| 18,3   | 15 à 29 ans  | 16,6   |
| 13,8   | 0 à 14 ans   | 15,3   |

| Hommes | Classe d’âge | Femmes |
| ------ | ------------ | ------ |
| 0,5    | 90 ans ou +  | 1,3    |
| 6,9    | 75 à 89 ans  | 10,8   |
| 15,7   | 60 à 74 ans  | 16,2   |
| 20,8   | 45 à 59 ans  | 20,3   |
| 19,8   | 30 à 44 ans  | 18,2   |
| 19,2   | 15 à 29 ans  | 17,7   |
| 17     | 0 à 14 ans   | 15,5   |

### Enseignement
Nonette dépend de l'académie de Clermont-Ferrand. Il n'existe aucune école.
Hors dérogations à la carte scolaire, les collégiens se rendent à Saint-Germain-Lembron, au collège de Liziniat. Les lycéens sont scolarisés à Issoire, au lycée Murat, pour les filières générales et STMG, ou à Clermont-Ferrand, aux lycées La Fayette ou Roger-Claustres pour la filière STI2D.

## Économie
Les éditions Créer siègent à Nonette.

### Revenus de la population et fiscalité
En 2011, le revenu fiscal médian par ménage s'élevait à 31 240 €, ce qui plaçait Nonette au 13 627e rang des communes de plus de 49 ménages en métropole.

### Emploi
En 2012, la population âgée de 15 à 64 ans s'élevait à 237 personnes, parmi lesquelles on comptait 64,2 % d'actifs dont 57,2 % ayant un emploi et 7 % de chômeurs.
On comptait 117 emplois dans la zone d'emploi. Le nombre d'actifs ayant un emploi résidant dans la zone étant de 139, l'indicateur de concentration d'emploi est de 84,4 %, ce qui signifie que la commune offre moins d'un emploi par habitant actif.

### Entreprises
Au 1er janvier 2014, Nonette comptait 15 entreprises : une dans l'industrie, trois dans la construction et onze dans le commerce, les transports et les services divers.
En outre, elle comptait 16 établissements.

### Agriculture
Au recensement agricole de 2010, la commune comptait quatre exploitations agricoles. Ce nombre est en nette diminution par rapport à 2000 (6) et à 1988 (13). La commune était orientée dans la polyculture et l'élevage.
La superficie agricole utilisée sur ces exploitations était de 353 hectares en 2010, dont 242 ha sont allouées aux terres labourables, et 110 ha sont toujours en herbe.

### Commerce
La base permanente des équipements de 2014 recense un magasin d'électroménager et de produits audio-vidéo.

### Tourisme
La commune comptait un camping trois étoiles, avec 126 emplacements au 1er janvier 2015. Elle ne possède ni hôtel ni aucun autre hébergement collectif.

## Culture locale et patrimoine

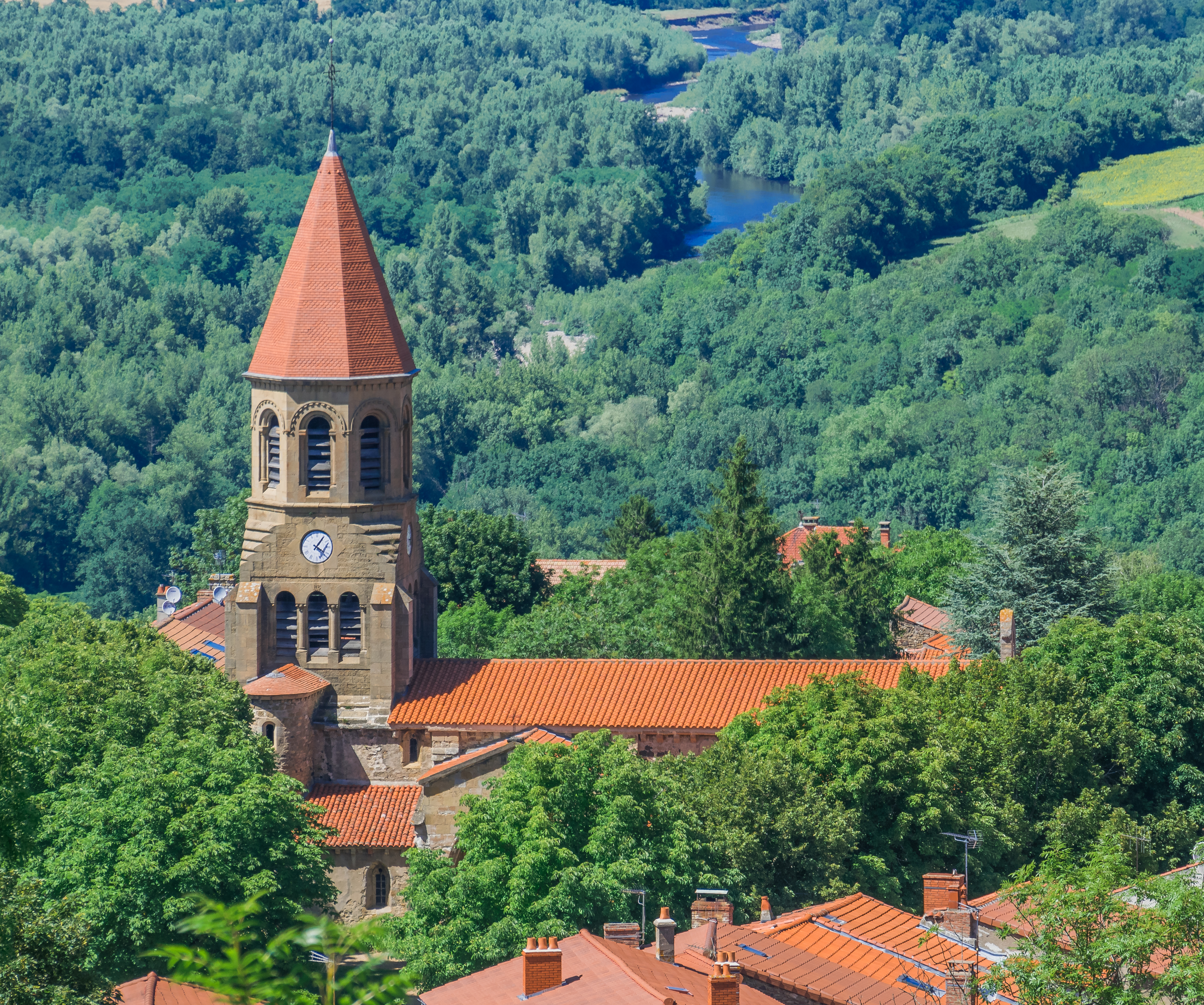
Église Saint-Nicolas de Nonette.

### Lieux et monuments
- Église Saint-Nicolas de Nonette, classée monument historique en 1976.
- Château de Beaurecueil ; édifié près des bords de l'Allier par le duc de Berry au XIVe siècle qui en fit l'une de ses résidences favorites. Le château fait l’objet d’une inscription au titre des monuments historiques depuis le 8 mars 2010[16].
- Dans le village, il existe un château avec son parc romantique du XIXe siècle planté d'essences d'arbres centenaires, comme des cèdres du Liban, des sophoras du Japon, des pins, des mélèzes, des marronniers d'Inde…
- Au sommet de la butte, vestiges du château du Xe siècle, rasé comme ceux d'Usson, Ybois et d'autres en 1633 par Richelieu sur ordre de Louis XIII.
- Le pont Pakowski, du nom du conseiller général qui en décida la construction, en ciment, enjambe l'Allier depuis 1927.

### Personnalités liées à la commune
- Frédéric Salveton, (1801 à Brioude - 1870 à Nonette), député du Puy-de-Dôme (1837-1839 et 1846-1848).